# Образовни систем у Србији између два светска рата
Образовни систем у Србији између два светска рата представља кључну епоху у развоју српске просвете у периоду од 1918. до 1941. године. У оквиру новостворене Краљевине Срба, Хрвата и Словенаца (од 1929. Краљевине Југославије), образовни систем се суочавао са двоструким изазовом: обновом од ратних разарања и модернизацијом по узору на европске стандарде. Овај период обележен је интензивном борбом против масовне неписмености, напорима да се унификује законодавство кроз кључне законе попут Закона о народним школама (1929) и Закона о средњим школама (1929), и постепеним, али неуједначеним, ширењем образовних могућности. Структура система обухватала је обавезно основно образовање, разгранато средње образовање са доминацијом гимназија у односу на стручне школе, и високо образовање концентрисано око Универзитета у Београду.

## Стање писмености – Јаз унутар Краљевине
Основни проблем новостворене државе била је масовна неписменост, али њена распрострањеност драстично се разликовала по регионима. Стање у Србији било је изузетно тешко: пре Првог светског рата писменост је износила свега 40%, да би након рата, крајем 1919. године, пала на само 27%. Током читавог међуратног периода, стопа неписмености у Србији кретала се око 50%.
Да би се разумели пуни размери овог проблема, кључно је упоредити податке о писмености Србије са подацима за Хрватску и Словенију.
| Покрајина/Република | Стопа писмености 1921. (%) | Стопа писмености 1931. (%) |
| ------------------- | -------------------------- | -------------------------- |
| Словенија           | 91,1%                      | 94,5%                      |
| Хрватска            | 62,5%                      | 68,5%                      |
| Србија              | 46,5%                      | 53,1%                      |

Извор: Статистички подаци из пописа становништва.
Овај драстичан јаз био је последица различитог историјског наслеђа. Док су Словенија и Хрватска, као делови Аустроугарске, имале развијенији систем обавезног школства, Србија је носила тешко бреме вишевековног османског наслеђа, где системско описмењавање није било приоритет.

## Законодавни оквир и организација школства
Кључни закони, попут Закона о народним школама и Закона о средњим школама из 1929. године, поставили су темеље за јединствен образовни систем. Циљ је био стварање јединственог југословенског националног духа, што се посебно наглашавало у наставним плановима за предмете попут књижевности, историје и географије.
Након завршене четворогодишње основне школе, ученици су могли уписати вишу народну школу, грађанску школу, гимназију или неку од нижих стручних школа.

## Средње образовање
Средњошколски систем био је јасно стратификован, са гимназијама на врху хијерархије.

### Гимназије: Елитне школе за елиту
Гимназије су биле фаворизоване јер су сматране директним путем ка универзитету и високим позицијама у друштву. Образовање је било подељено на два нивоа:
- Нижа средња школа (I-IV разред): Завршавала се полагањем нижег течајног испита са навршених 14 година старости.
- Виша средња школа (V-VIII разред): Школовање се крунисало полагањем вишег течајног испита, познатијег као испит зрелости или велика матура, који је био услов за упис на факултет.[5]

Постојало је неколико типова гимназија:
- Класична гимназија: Фокусирана на хуманистичке науке и класичне језике (латински и старогрчки), са циљем стварања чиновничке елите.
- Реална гимназија (Реалка): Настала као одговор на потребе индустријализације, са акцентом на природним и реалним наукама.
- Реалке: Често синоним за реалне гимназије, али са још јачим нагласком на природним наукама.

### Грађанске школе: Алтернатива за практична занимања
Установљене законом из 1931. године, ове четворогодишње школе пружале су практична знања за трговачка, занатска и пољопривредна занимања. Биле су изузетно популарне и њихов број је значајно растао.

### Стручне школе: Образовање за привреду и просвету
Постојао је широк спектар стручних школа намењених оспособљавању кадрова. Премда су гимназије биле доминантне, постојала је свест о потреби за стручним кадровима, мада је њихов развој често заостајао због слабе заинтересованости друштва за специјализована знања.
- Учитељске школе: Биле су кључне за описмењавање. Године 1928. у Краљевини је било 40 ових школа са 8.660 ученика, да би до 1938. тај број пао на 3.199.
- Трговачке и техничке школе: Школске 1937/38. године, 23 трговачке академије и 8 средњих техничких школа у Југославији похађало је 6.435 ученика.
- Занатске школе: Исте године, похађало их је 3.222 ученика. Ове школе су биле од виталног значаја јер су обучавале кадрове за увек тражена занимања.
- Пољопривредне школе: С обзиром на аграрни карактер земље, имале су велики значај. Пример је "Нижа пољопривредна школа виноградарско-воћарског типа" отворена у Вршцу 1921. године.

## Високо образовање
- Универзитет у Београду: Обновљен 1919. године, био је епицентар високог образовања у Србији, са шест факултета: Филозофским, Правним, Техничким, Пољопривредним, Медицинским и Богословским.
- Број студената и структура: На Београдском универзитету је 1934. било 280 професора и 7.939 студената. До школске 1938/39. године, број студената у целој Краљевини порастао је на 17.734, од чега су 22,5% биле студенткиње. Највеће интересовање владало је за студије права (5.998 студената).[5]

## Живот у школама и могућности након школовања
Пут каријере био је у великој мери детерминисан типом завршене школе. Гимназијалци су имали најшире могућности и могли су уписати било који факултет. Ученици стручних школа могли су се запослити, наставити школовање или основати сопствени посао.
Стварност школског живота била је обележена контрастима – од великог ентузијазма локалних заједница до хроничне немаштине и недостатка основних средстава. У последњој предратној школској години, стопа пролазности у основним школама у Северној Србији износила је 67,80%, док је у Старој Србији била још нижа, свега 61,96%.

## Закључак
Образовни систем у Србији у међуратном периоду карактеришу напори ка модернизацији и унификацији у отежаним послератним условима. Суочен са високом стопом неписмености, нарочито у поређењу са северозападним деловима Краљевине, систем је био усмерен на ширење мреже основних школа и развој средњег образовања, са јасном доминацијом гимназија као припремних школа за универзитетске студије. Упркос значајним материјалним и социјалним изазовима, у овом периоду постављени су законодавни и институционални темељи модерног образовања, укључујући јачање Универзитета у Београду као централног академског средишта.